# Tanku
Tanku – gaun wikas samiti we wschodniej części Nepalu w strefie Kośi w dystrykcie Sankhuwasabha. Według nepalskiego spisu powszechnego z 2001 roku liczył on 578 gospodarstw domowych i 2987 mieszkańców (1518 kobiet i 1469 mężczyzn).